# 相馬圭祐
相馬 圭祐（日语：そうま けいすけ，1986年10月30日—），日本男性演員。身高180公分，血型O型，自由身現在活躍中。出身自日本神奈川縣。
2009年6月，在超級戰隊系列第33部作品侍戰隊真劍者，被提拔主演「梅盛源太／真劍金」角色。
2017年1月30日，隸屬於HIRATA OFFICE宣布約滿及官網發表。

## 演出經歷

### 電視
- Ghost Friends 第7話（2009年、NHK） - 飾演 敦
- 侍戰隊真劍者（2009年6月－、朝日電視台） - 飾演 梅盛源太／真劍金
- 假面騎士DECADE（2009年7月、朝日電視台） - 飾演 梅盛源太／真劍金
- 假面騎士聖刃（2021年3月、朝日電視台） - 飾演 士兵／現任真理之主

### 電影
- フレフレ少女（2008年）
- LAST GAME 最後的早慶戰（2008年） - 飾演 長尾俊一
- 侍戰隊真劍者 銀幕版 天下分け目の戦（2009年、東映） - 飾演 梅盛源太／真劍金
- 侍戰隊真劍者VS轟音者 銀幕BANG!!（2010年、東映） - 飾演 梅盛源太／真劍金
- 豪快者 護星者 超級戰隊199英雄大決戰 (2011年、東映）- 飾演 梅盛源太／真劍金

## 外部連結
- 相馬圭祐官方檔案
- 西陽で畳が焼けていく （页面存档备份，存于） - 相馬圭祐官方日誌

| 前任： 德山秀典 （炎神戰隊轟音者） | 日本超級戰隊系列金色戰士演員 侍戰隊真劍者 2009年2月15日-2010年2月7日 | 繼任： 松本寬也 （特命戰隊Go Busters） |